# Malherbetaube
Die Malherbetaube oder São-Tomé-Bronzenackentaube (Columba malherbii) ist eine Taubenart aus der Gattung der Feldtauben (Columba). Sie kommt auf den Inseln São Tomé, Príncipe und Annobón im Golf von Guinea vor.

## Merkmale
Die Malherbetaube erreicht eine Größe von 28 cm. Sie ähnelt der westafrikanischen Glanzkopftaube (Columba iriditorques), der Hinternacken und der Obermantel sind jedoch eher schimmernd grün oder rosa auf schiefergrauem Untergrund, als kupferrot-bronzefarben wie bei der Glanzkopftaube. Die Schulterfedern, die Flügeldecken und der Bereich vom Mantel bis zu den Oberschwanzdecken sind schwarz mit einem grünlichen Schimmer. Kehle, Brust und Bauch sind grau. Steiß und Unterschwanzdecken sind rötlich braun mit einer grauen Sprenkelung. Die Schwanzoberseite ist dunkelgrau. Die äußeren Steuerfedern sind besonders an den Innenfahnen ockerfarben verwaschen. Die Schwanzunterseite ist hell ockergrau. Die Iris ist hellgrau, der Schnabel ist grau mit einer hellen Spitze. Die Beine sind rot. Das Weibchen ähnelt dem Männchen, die Unterseite ist jedoch dunkler grau und das Gefieder der Unterbrust sowie des Oberbauches weist eine feine ockerfarbene Sprenkelung auf. Unterbauch, Unterschwanzdecken und Steiß sind hell rötlich braun mit einer grauen Sprenkelung. Bei juvenilen Vögeln ist das Schillern am Hinternacken weniger extensiv. Die Stirn ist hellgrau, der vordere Oberkopf hell rötlich braun und die Oberseite ist mit zahlreichen ockerfarbenen oder rötlich braunen Flecken bedeckt.

## Lebensraum
Auf Annobón bewohnt die Malherbetaube tiefe Wälder in Höhenlagen von 400 bis 500 m, auf São Tomé und Príncipe kommt sie in Wäldern und Plantagen vor.

## Lebensweise
Die Malherbetaube geht in den mittleren Stockwerken der Bäume 3 bis 16 m über dem Boden auf Nahrungssuche. Dabei kann man sie einzeln oder in Schwärmen von bis zu sieben Vögeln beobachten. Das Nest ist eine beträchtliche Plattform und wird 5 bis 12 m über dem Boden in Korallenbäumen in Sekundärwäldern oder in Kakaobaum-Plantagen errichtet. Die Brutzeit ist von November bis Februar.

## Bestand und Gefährdung
BirdLife International hat die Malherbetaube auf die Vorwarnliste (near threatened) gesetzt. Gegen 1902 war sie auf Annobón sehr häufig. Seit 1959 ist dort jedoch ein Rückgang zu verzeichnen. Auf Príncipe war sie dagegen im Jahr 1917 mäßig häufig, heute ist sie dort in den niederen Höhenlagen weit verbreitet. Auf São Tomé ist sie häufig bis mäßig häufig, in den niederen bis mittleren Höhenlagen. Die Hauptgefährdung geht von der Jagd aus, die auf den Inseln im Golf von Guinea beliebt und weit verbreitet ist. Zudem werden während der Brutsaison Altvögel und Jungvögel aus der Natur entnommen und im Tierhandel verkauft.

## Etymologie und Forschungsgeschichte
Die Brüder beschrieben die Malherbetaube unter dem heute gültigen Basionym Columba malherbii. In ihrer Analyse verglichen sie die Taube mit der Bronzehalstaube (Columba delegorguei) Delegorgue, 1847.
Das Artepitheton ehrt den französischen Naturforscher Alfred Malherbe (1804–1866) aus Metz.
Das Wort Columba ist das lateinische Wort für "Taube".